# Седов (хутор)
Седов — хутор в Кумылженском районе Волгоградской области России. Входит в состав Краснянского сельского поселения. Население 155 чел. (2010).

## География
Расположен в западной части региона, в лесостепи, в пределах Хопёрско-Бузулукской равнины, являющейся южным окончанием Окско-Донской низменности, по правобережью р. Медведица. Примыкает к центру поселения — х. Краснянский по ул. Пролетарская.
Уличная сеть состоит из одного географического объекта: ул. Пролетарская
Абсолютная высота 79 метров над уровнем моря.

## Население
| 2010 |
| ---- |
| 155  |

Гендерный состав
По данным Всероссийской переписи населения 2010 года в гендерной структуре населения из 155 человек мужчин — 77, женщин — 78 (49,7 и 50,3 % соответственно).
Национальный состав
Согласно результатам переписи 2002 года, в национальной структуре населения
русские составляли 87 % из общей численности населения в 201 чел..

## Инфраструктура
Личное подсобное хозяйство.

## Транспорт
стоит на автодороге муниципального значения.